# هارفي وير كوك
هارفي وير كوك (بالإنجليزية: Harvey Weir Cook)‏ هو طيار أمريكي، ولد في 10 يونيو 1892، وتوفي في 24 مارس 1943.